# MAI KURAKI BEST 151A -LOVE & HOPE-
『Mai Kuraki BEST 151A -LOVE & HOPE-』（マイ・クラキ・ベスト・イチゴイチエ・ラブ・アンド・ホープ）は、2014年11月12日にNORTHERN MUSICから発売された倉木麻衣の3枚目のベストアルバム。

## 概要
デビュー15周年記念ベストアルバム。「2CD+DVD」の初回限定盤AとB、「2CD」の通常盤での全3種形態で発売された。
ジャケット写真は2000年に発売されたファーストアルバム『delicious way』と同じ髪型、アングルを再現したものとなっている。また初回限定盤A・Bでもこの手法を用いり、Aには1stシングル『Love, Day After Tomorrow』、Bには2ndシングル『Stay by my side』のアングルを再現している。
今作は、ミディアム系なバラード楽曲を中心に選曲した「LOVE」と、ダンサブルでアップテンポな楽曲を中心に選曲した「HOPE」と、それぞれのコンセプトに従った楽曲を計30曲、全曲にリマスタリング音源で収録されている。
アルバムのタイトルにある「151A」とは、「15 =15周年、1 =1人(ひとり)に、A =ありがとう(ARIGATO)」の頭文字を並べたものとなっている。またその文字を並べると「一期一会 (読み:いちごいちえ =151A)」と語呂合わせの意味にもなっている。
初回限定盤には、「LOVE」盤・「HOPE」盤があり、CD2枚に収録されているミュージック・ビデオ及びライブ映像がそれぞれのタイトル毎に収録されたDVDが付属されている。

## 収録曲

### CD【全形態共通】

#### DISC 1 -LOVE-
1. Stay by my side [4:26]
  - 作詞：倉木麻衣 / 作曲：大野愛果 / 編曲：Cybersound

2ndシングル。
2. Secret of my heart [4:24]
  - 作詞：倉木麻衣 / 作曲：大野愛果 / 編曲：Cybersound

3rdシングル。よみうりテレビ系アニメ『名探偵コナン』エンディングテーマ。
3. 冷たい海 [4:39]
  - 作詞：倉木麻衣 / 作曲：大野愛果 / 編曲：Cybersound

7thシングル「冷たい海／Start in my life」の1曲目。
4. Time after time ～花舞う街で～ (theater version) [4:11]
  - 作詞：倉木麻衣 / 作曲：大野愛果 / 編曲：池田大介、Cybersound

15thシングル。4thアルバム『If I Believe』に収録されているバージョン。
映画『名探偵コナン 迷宮の十字路』主題歌。
5. 明日へ架ける橋 [3:58]
  - 作詞：倉木麻衣 / 作曲：徳永暁人 / 編曲：池田大介、徳永暁人

18thシングル。
NHK夜の連続ドラマ『ドリーム〜90日で1億円〜』『もっと恋セヨ乙女』『火消し屋小町』主題歌。
6. 会いたくて... [4:30]
  - 作詞：倉木麻衣 / 作曲・編曲：徳永暁人

6thアルバム『DIAMOND WAVE』収録曲。映画『大阪ハムレット』主題歌。
7. 白い雪 [4:47]
  - 作詞：倉木麻衣 / 作曲：大野愛果 / 編曲：池田大介

25thシングル。よみうりテレビ系アニメ『名探偵コナン』エンディングテーマ。
8. Tomorrow is the last Time [3:57]
  - 作詞：倉木麻衣 / 作曲：大野愛果 / 編曲：葉山たけし

9thアルバム『FUTURE KISS』収録曲。
読売テレビ系アニメ『名探偵コナン』エンディングテーマ。
9. もう一度 [3:54]
  - 作詞：倉木麻衣 / 作曲・編曲：田尻尋一

36thシングル。東海テレビ放送ドラマ『霧に棲む悪魔』主題歌。
10. あなたがいるから [3:04]
  - 作詞：倉木麻衣、望月由絵 / 作曲：望月由絵 / 編曲：小野塚晃

配信限定シングル。アルバム初収録。
11. Your Best Friend [5:50]
  - 作詞：倉木麻衣、GIORGIO 13 / 作曲・編曲：GIORGIO CANCEMI

37thシングル。
よみうりテレビ系アニメ『名探偵コナン』エンディングテーマ。
12. 恋に恋して [4:09]
  - 作詞：倉木麻衣、GIORGIO 13 / 作曲：GIORGIO CANCEMI / 編曲：Cybersound

38thシングル「恋に恋して／Special morning day to you」の1曲目。アルバム初収録。
読売テレビ系アニメ『名探偵コナン』エンディングテーマ。
13. 儚さ [6:33]
  - 作詞：倉木麻衣 / 作曲・編曲：藤原いくろう

『Mai Kuraki Symphonic Collection in Moscow』収録曲のオリジナルバージョン。
映画『画皮 あやかしの恋』日本語主題歌。
14. さくら さくら…  [4:43]
  - 作詞：倉木麻衣 / 作曲：大野愛果 / 編曲：林良

39thシングル「TRY AGAIN」のカップリング曲。アルバム初収録。
15. STAND BY YOU [5:21]
  - 作詞：倉木麻衣 / 作曲・編曲：徳永暁人

40thシングル「無敵なハート／STAND BY YOU」の2曲目。アルバム初収録。

#### DISC 2 -HOPE-
1. Love, Day After Tomorrow [4:03]
  - 作詞：倉木麻衣 / 作曲：大野愛果 / 編曲：Cybersound

1stシングル。
2. Delicious Way [3:52]
  - 作詞：倉木麻衣 / 作曲：大野愛果 / 編曲：Cybersound

1stアルバム『Delicious Way』収録曲。
3. Reach for the sky [4:49]
  - 作詞：倉木麻衣 / 作曲：大野愛果 / 編曲：Cybersound

6thシングル。NHK朝の連続テレビ小説『オードリー』テーマソング。
4. Stand Up [4:39]
  - 作詞：倉木麻衣 / 作曲・編曲：徳永暁人

8thシングル。
コカ・コーラ『爽健美茶 Natural Breeze 2001 happy life』CMソング。
5. always [4:07]
  - 作詞：倉木麻衣 / 作曲：大野愛果 / 編曲：Cybersound

9thシングル。
読売テレビ系アニメ『名探偵コナン』エンディングテーマ、映画『名探偵コナン 天国へのカウントダウン』主題歌。
6. Feel fine! [4:48]
  - 作詞：倉木麻衣 / 作曲・編曲：徳永暁人

12thシングル。
資生堂『シーブリーズ』CMソング。
7. Revive [4:39]
  - 作詞：倉木麻衣 / 作曲：大野愛果 / 編曲：Miguel Sá Pessoa

31stシングル「PUZZLE／Revive」の2曲目。読売テレビ系アニメ『名探偵コナン』オープニングテーマ。
8. わたしの、しらない、わたし。 [4:03]
  - 作詞：倉木麻衣 / 作曲：望月由絵 / 編曲：池田大介、佐藤俊

ベストアルバム『ALL MY BEST』収録曲。KOSE『エスプリーク プレシャス』のCMソング。
9. Strong Heart [4:20]
  - 作詞：倉木麻衣、GIORGIO 13 / 作曲・編曲：GIORGIO CANCEMI

1st DVDシングル。関西テレビ・フジテレビ系ドラマ『HUNTER〜その女たち、賞金稼ぎ〜』主題歌。
10. Special morning day to you [4:34]
  - 作詞：倉木麻衣 / 作曲・編曲：徳永暁人

38thシングル「恋に恋して／Special morning day to you」の2曲目。アルバム初収録。
「ICEFIELD」CMソング。
11. TRY AGAIN [4:25]
  - 作詞：倉木麻衣 / 作曲：徳永暁人 / 編曲：Cybersound

39thシングル。アルバム初収録。
読売テレビ系アニメ『名探偵コナン』オープニングテーマ。
12. Wake me up [4:21]
  - 作詞：倉木麻衣 / 作曲・編曲：徳永暁人

2ndDVDシングル。アルバム初収録。
映画『魔女の宅急便』主題歌。
13. You can [4:02]
  - 作詞：倉木麻衣 / 作曲：大野愛果 / 編曲：Cybersound

新曲。
2014ユーキャン「美しい二人」篇 CMソング。フェスタリア「Wish upon a star」CMソング。
14. 無敵なハート [3:24]
  - 作詞：倉木麻衣 / 作曲：平賀貴大、望月由絵 / 編曲：佐藤俊、田尻尋一

40thシングル「無敵なハート／STAND BY YOU」の1曲目。アルバム初収録。
読売テレビ系アニメ『名探偵コナン』エンディングテーマ。
15. DYNAMITE [3:21]
  - 作詞：倉木麻衣 / 作曲：Tesung Kim、Coach&Sendo、Katerina Bramley / 編曲：Coach&Sendo

新曲で、読みは「ダイナマイト」。
読売テレビ系アニメ『名探偵コナン』オープニングテーマ。「名探偵コナン 江戸川コナン失踪事件 〜史上最悪の2日間〜」主題歌。

### DVD
- 2000年代半ばにかけて、ミュージック・ビデオ集などのリリースは減少となっていた為（シングル・アルバム付属の場合は除く）、本DVDで初商品化となる場合も多数存在。

なお、本邦初商品・パッケージ化によるものは☆として印している。

#### 初回盤A「LOVE」
LOVE -visual collection-
1. Stay by my side ［Music Clip］
  - PV集『FIRST CUT』収録曲。

2. Secret of my heart ［Music Clip］
  - PV集『FIRST CUT』収録曲。

3. 冷たい海 ［Music Clip］
  - PV&ライブ集『My Reflection』収録曲。

4. Time after time ～花舞う街で～［Live Clip from 京都学生祭典 平安神宮特設ステージ］
  - PV&ライブ集『My Reflection』収録曲。2003年に開催された初の学園祭でのライブ映像。

5. 明日へ架ける橋 ［Music Clip］☆
6. 会いたくて...［Live Clip from Mai Kuraki LIVE TOUR 2006 DIAMOND WAVE］
  - ライブDVD『Brilliant Cut 〜Mai Kuraki Live & Document〜』収録曲。

7. 白い雪 ［Music Clip］☆
8. Tomorrow is the last Time［Live Clip from HAPPY HAPPY HALLOWEEN LIVE 2010］
  - ライブDVD『HAPPY HAPPY HALLOWEEN LIVE 2010』収録曲。

9. もう一度 ［Music Clip］
10. あなたがいるから［Live Clip from Mai Kuraki Symphonic Live -Opus 2-］
  - ライブDVD『Mai Kuraki Symphonic Live -Opus 2-』収録曲。

11. Your Best Friend ［Music Clip］
12. 恋に恋して ［Music Clip］
13. 儚さ ［Music Clip］
  - DVD作品『Mai Kuraki Symphonic Collection in Moscow』収録曲。

14. さくら さくら…［Live Clip from MAI KURAKI LIVE PROJECT 2013 “ RE: ”］
  - ライブDVD『MAI KURAKI LIVE PROJECT 2013 “ RE: ”』収録曲。

15. STAND BY YOU ［Music Clip］

#### 初回盤B「HOPE」
HOPE -visual collection-
1. Love, Day After Tomorrow ［Music Clip］
  - PV集『FIRST CUT』収録曲。

2. Delicious Way ［Live Clip from Natural Breeze 2001 happy live］
  - ライブDVD『Mai Kuraki&Experience First Live 2001 in Zepp Osaka』収録曲。

3. Reach for the sky ［Music Clip］
  - PV集『My Reflection』収録曲。

4. Stand Up ［Music Clip］
  - PV集『My Reflection』収録曲。

5. always ［Music Clip］
  - PV集『My Reflection』収録曲。

6. Feel fine! ［Music Clip］
  - PV集『My Reflection』収録曲。

7. Revive ［Music Clip］☆
8. わたしの、しらない、わたし。 ［Music Clip］☆
9. Strong Heart ［Live Clip from Mai Kuraki Live Tour 2012 ～OVER THE RAINBOW～］
  - ライブDVD『Mai Kuraki Live Tour 2012 ～OVER THE RAINBOW～』収録曲。

10. Special morning day to you ［Live Clip Mai Kuraki Symphonic Live -Opus 1-］
  - ライブDVD『Mai Kuraki Symphonic Live -Opus 1-』収録曲。

11. TRY AGAIN ［Music Clip］
12. Wake me up ［Music Clip］
13. You can ［Live Clip from 15th Anniversary Mai Kuraki Live Project 2014 BEST “一期一会” ～無敵なハート～］☆
  - 本邦初公開となる映像。同年秋に開催されたホールツアーであり、この模様を見ることができるのは本曲のみとなる。なお、本ライブの単体・商品化はなされていない。

14. 無敵なハート ［Music Clip］
15. Love, Day After Tomorrow feat. 15directors ［Music Clip］☆
  - 本作のみ収録の新ミュージック・ビデオ（YouTubeにて現在でも視聴可能）。15周年を記念して撮り直し、これまで多数のミュージック・ビデオを手掛けた15人の監督及びディレクターが1つのストーリー風に製作した初の試みとなる映像になっている。なお、倉木本人の直接な演出はない。